# جورج تايلور (سياسي أسترالي)
جورج تايلور (بالإنجليزية: George Taylor)‏ هو نقابي وسياسي أسترالي، ولد في 30 مايو 1861 في كاملبتاون في أستراليا، وتوفي في 1935 في أستراليا. حزبياً، نشط في حزب العمال الأسترالي ‏. وقد انتخب عضو الجمعية التشريعية لأستراليا الغربية.